# Lola Lovinfosse
Lola Lovinfosse (Rouen, 17 oktober 2005) is een Frans autocoureur.

## Carrière

### Karting
Lovinfosse begon haar autosportcarrière in het karting in 2018, toen zij deelnam aan de X30 Junior-klasse van de IAME Winter Cup. In 2019 kwam zij uit in de OK Junior-categorie en reed zij onder anderen in het wereld- en Europees kampioenschap, de WSK Euro Series en de WSK Champions Cup. Haar beste uitslag dat jaar was een achtste plaats in de Trofeo Andrea Margutti. In 2020 reed zij in de OK-klasse in het wereld- en Europees kampioenschap, de WSK Super Master Series en de WSK Champions Cup.

### Formule 4
In 2021 maakte Lovinfosse de overstap naar het formuleracing, waarin zij voor het team Drivex School uitkwam in het Spaans Formule 4-kampioenschap. Zij kende een lastig seizoen, waarin een dertiende plaats op het Autódromo Internacional do Algarve haar beste resultaat was. Zij eindigde puntloos op plaats 27 in het klassement. Tevens kwam zij in aanmerking voor de Female Trophy, die naast haar enkel bestond uit Emely de Heus. Zij won 13 van de 21 races, maar vanwege een aantal uitvalbeurten eindigde zij toch achter De Heus.
In 2022 bleef Lovinfosse actief in de Spaanse Formule 4. Zij zou oorspronkelijk voor GRS Racing rijden, maar kort voor de start van het seizoen stapte zij over naar Teo Martín Motorsport. Zij wist opnieuw niet tot scoren te komen: twee negentiende plaatsen op het Circuito Permanente de Jerez en het Circuit Ricardo Tormo Valencia waren haar beste resultaten. Na vier van de zeven weekenden verliet zij de klasse. Zij scoorde opnieuw geen punten en eindigde op plaats 37 in het kampioenschap. Wel won zij de Female Trophy, waarin naast haar enkel Aurelia Nobels, die slechts een weekend reed, in aanmerking voor punten kwam.
In 2023 begon Lovinfosse het jaar in de Formula Winter Series, waarin zij voor Campos Racing in het laatste raceweekend op het Circuit de Barcelona-Catalunya reed. In de eerste race kwam zij niet aan de finish, maar in de tweede race eindigde zij als achtste.

### F1 Academy
In 2023 stapte Lovinfosse over naar de F1 Academy, een nieuwe klasse voor vrouwen die door de Formule 1 wordt georganiseerd, waarin zij voor Campos Racing reed. In het eerste raceweekend op de Red Bull Ring behaalde zij direct haar eerste podiumfinish en later dat seizoen voegde zij hier op het Circuit Paul Ricard nog twee podiumplaatsen aan toe. Met 65 punten werd zij tiende in de eindstand.
In 2024 bleef Lovinfosse actief in de F1 Academy, maar stapte zij over naar Rodin Motorsport. Twee zevende plaatsen op het Circuit Zandvoort en het Yas Marina Circuit waren haar beste resultaten. Tijdens het weekend op het Miami International Autodrome liep zij een gebroken pols op. Met 19 punten werd zij veertiende in het kampioenschap.

### GT-racerij
In 2024 debuteerde Lovinfosse in de GT-racerij in de Lamborghini Super Trofeo Europe bij het team Schumacher CLRT. Vanwege haar gebroken pols moest zij het tweede raceweekend missen. Na drie weekenden stapte zij over van de Pro- naar de Pro-Am-klasse, waarin zij op de Nürburgring direct op het podium eindigde. Zij werd uiteindelijk dertiende in de eindstand.